# Staffan Carlsson
Sven Staffan Carlsson (* 13. Januar 1948 in Fågelfors, Gemeinde Högsby) ist ein schwedischer Diplomat. Er war von 2010 bis 2015 Botschafter in Berlin.

## Leben und Wirken
Carlsson studierte Geschichte und Politikwissenschaften am Carleton College (USA) und der Universität Uppsala. 1975 trat Carlsson in den auswärtigen Dienst und durchlief bis 1998 verschiedene Positionen im schwedischen Außenministerium, unter anderem in den Auslandsvertretungen in Moskau und Washington, D.C., und 1996 bis 1998 als Direktor der Abteilung für europäische Sicherheitspolitik.
1998 wurde er zum Botschafter in Budapest ernannt, 2004 in London. Von September 2010 bis September 2015 war Carlsson Botschafter gegenüber der Bundesrepublik Deutschland mit Dienstsitz in Berlin. Im November 2015 wurde er als neues Kuratoriumsmitglied der Internationalen Martin Luther Stiftung (IMLS) gewählt.